# Сканно (коммуна)
Сканно (итал. Scanno) — коммуна в Италии, расположена в области Абруццо, подчиняется административному центру Л’Акуила.
Население составляет 2073 человека (на 2005 г.), плотность населения составляет 15,43 чел./км². Занимает площадь 134,34 км². Почтовый индекс — 67038. Телефонный код — 0864.
Покровителем коммуны почитается святой великомученик Евстафий (Sant’Eustachio). Праздник ежегодно празднуется 20 сентября.

## Культура
В Сканно имеется народный этнографическийМузей шерсти.